# Linguaggio formale
Per linguaggio formale, in matematica, logica, informatica e linguistica, si intende un insieme di stringhe costruite sopra un alfabeto, cioè sopra un insieme di  oggetti tendenzialmente semplici che vengono chiamati caratteri, simboli o lettere. Sovente si suppone che l'alfabeto sul quale è costruito il linguaggio sia un insieme finito.

## Storia
Il primo linguaggio formale di cui si ha notizia è introdotto da Gottlob Frege nel suo Begriffsschrift (1879), tradotto in italiano come "Ideografia" e che il sottotitolo definisce "un linguaggio in formule del pensiero puro, a imitazione di quello aritmetico".
La teoria dei linguaggi formali nasce negli anni '50 nell'ambito della linguistica, come modo di comprendere le regolarità dei linguaggi naturali.

## Descrizione

### Caratteristiche
In maniera formale, un linguaggio L è definito come {\displaystyle L\subseteq \Sigma ^{*}}, dove {\displaystyle \Sigma ^{*}} (in cui l'asterisco indica la star di Kleene) rappresenta l'insieme di tutte le sequenze finite (stringhe o parole) che è possibile formare con l'alfabeto {\displaystyle \Sigma }. Un linguaggio può essere di cardinalità finita, infinita o nulla. È importante notare che il linguaggio vuoto (denotato da {\displaystyle L=\emptyset }) differisce dal linguaggio composto esclusivamente dalla stringa muta (o parola vuota), denotata con e, {\displaystyle \varepsilon } o {\displaystyle \lambda }.
Ad esempio, dato l'alfabeto {\displaystyle \Sigma =\left\{a,b\right\}} alcuni possibili linguaggi su tale alfabeto sono:
- Il linguaggio vuoto
- {\displaystyle L=\left\{\varepsilon \right\}} (linguaggio costituito solamente dalla stringa vuota)
- {\displaystyle L^{\prime }=\left\{ababba,aaabbbaaa,aaabbbabaababb\right\}} (linguaggio finito)
- {\displaystyle L^{\prime \prime }=a^{*}b^{*}} (linguaggio infinito definito da un'espressione regolare)
- {\displaystyle L^{\prime \prime \prime }=\Sigma ^{*}}

In generale diremo che un modello formale che può riconoscere e generare tutte e sole le stringhe di un linguaggio formale agisce come una definizione di tale linguaggio. Secondo i due principali approcci alla definizione dei linguaggi formali, un modello si può concretizzare in una grammatica formale (approccio generativo) o in un automa (approccio riconoscitivo).

### Definizione di linguaggio formale
Un linguaggio formale può essere definito in una grande varietà di modi equivalenti fra loro:
- L'insieme delle stringhe derivate da una grammatica generativa
- L'insieme delle stringhe fornite da un'espressione regolare
- L'insieme delle stringhe accettate da un automa
- Le domande a risposta affermativa, nell'ambito di un problema di decisione, la cui risposta è di tipo binario (sì/no o vero/falso)

### Esempi di linguaggi formali
Sebbene siano stati definiti sopra alcuni esempi di linguaggi formali, è possibile esprimere alcuni linguaggi formali su {\displaystyle \Sigma } nel seguente modo:
- Il linguaggio di tutte le stringhe che contengono lo stesso numero di a e di b;
- L'insieme di tutte le parole su {\displaystyle \Sigma } o l'insieme vuoto;
- L'insieme delle stringhe della forma {\displaystyle a^{n}} con n numero primo;
- L'insieme dei programmi in un dato linguaggio di programmazione che si dimostrano sintatticamente corretti;
- L'insieme degli input che causano l'arresto di una determinata macchina di Turing

## Operazioni sui linguaggi formali
È possibile definire alcune operazioni unarie o binarie per generare un nuovo linguaggio a partire da linguaggi dati. Siano {\displaystyle L_{1}} ed {\displaystyle L_{2}} due linguaggi su un dato alfabeto.
- {\displaystyle L=L_{1}\cdot L_{2}} è la concatenazione o giustapposizione dei due linguaggi. Consiste nell'insieme di tutte le stringhe vw tali che {\displaystyle v\in L_{1}} e {\displaystyle w\in L_{2}}.
- {\displaystyle L=L_{1}\cap L_{2}} è l'intersezione di {\displaystyle L_{1}} ed {\displaystyle L_{2}}. Consiste nell'insieme di tutte le stringhe {\displaystyle w/w\in L_{1}\land w\in L_{2}}, ovvero tutte le stringhe contenute sia in {\displaystyle L_{1}} che in {\displaystyle L_{2}}.
- {\displaystyle L=L_{1}\cup L_{2}} è l'unione di {\displaystyle L_{1}} ed {\displaystyle L_{2}}. Consiste nell'insieme di tutte le stringhe {\displaystyle w/w\in L_{1}\lor w\in L_{2}}, ovvero tutte le stringhe che appartengono ad almeno uno dei due linguaggi.
- {\displaystyle L={\bar {L}}_{1}} è il complemento del linguaggio {\displaystyle L_{1}}. Consiste in tutte le stringhe {\displaystyle w\in \Sigma ^{*}\setminus L_{1}}, ovvero tutte stringhe sull'alfabeto {\displaystyle \Sigma } che non sono contenute in {\displaystyle L_{1}}.
- {\displaystyle L=L_{1}/L_{2}} è il quoziente destro di {\displaystyle L_{1}} da {\displaystyle L_{2}}. Consiste in tutte le stringhe v per le quali esiste una stringa w in {\displaystyle L_{2}} tale che {\displaystyle vw\in L_{1}}.
- {\displaystyle L=L_{1}^{*}} è la star di Kleene. Consiste nel linguaggio {\displaystyle \bigcup _{n\in \mathbb {N} }L_{1}^{n}}, ovvero tutte le stringhe della forma {\displaystyle w_{1}w_{2}\cdots w_{n}} tali che {\displaystyle w_{i}/w_{i}\in L_{1}\land 0\leq i\leq n}. Poiché {\displaystyle L_{1}^{0}={\varepsilon }} si ha che la stringa muta {\displaystyle \varepsilon \in L}.
- {\displaystyle L=L_{1}^{R}} è il riflesso. Se {\displaystyle w=a_{1}a_{2}\cdots a_{n}} e {\displaystyle w^{R}=a_{n}a_{n-1}\cdots a_{1}}, il linguaggio L contiene tutte le stringhe {\displaystyle w_{R}/w\in L_{1}}, ovvero tutte le stringhe riflesse di {\displaystyle L_{1}}.
- Il mescolamento o shuffle di {\displaystyle L_{1}} ed {\displaystyle L_{2}} consiste di tutte le stringhe che si possono scrivere nella forma {\displaystyle v_{1}w_{1}v_{2}w_{2}\cdots v_{n}w_{n}} tali che {\displaystyle n\geq 1\land \left\{v_{1}\cdots v_{n}\right\}\in L_{1}\land \left\{w_{1}\cdots w_{n}\right\}\in L_{2}}.

Uno dei problemi più comuni legati ai linguaggi formali riguarda il membership problem. Data una stringa w ed un linguaggio L, verificare se {\displaystyle w\in L} è un problema che coinvolge sia la teoria della calcolabilità che la teoria della complessità.